# Kontinentální pohár ve skocích na lyžích
Kontinentální pohár (zvaný též CoC podle anglického Continental Cup) je série závodů ve skocích na lyžích.
Kontinentální pohár je skokanskou „druhou ligu“ (za Světovým pohárem). V Kontinentálním poháru soutěží většinou mladší skokani, kteří zde sbírají zkušenosti, a sportovci, kteří se nevešli do národní nominace do SP a v Kontinentálním poháru hledají formu. (Navíc v závodech SP mohou startovat pouze ti skokani, kteří již bodovali v Kontinentálním poháru.)
První sezóna Kontinentálního poháru proběhla v letech 1991/1992. Mezinárodní lyžařská federace soutěž založila, aby odlehčila přeplněnému SP. První dvě sezóny byl Kontinentální pohár známý pod názvem Evropský pohár. Vzrůstající počet závodníků způsobil, že v sezóně 2005/2006 přibyla ještě nižší soutěž, Pohár FIS ve skocích na lyžích.

## Vítězové Kontinentálního poháru
- 2008/2009 Stefan Thurnbichler (AUT)
- 2007/2008 Stefan Thurnbichler (AUT)
- 2006/2007 Balthasar Schneider (AUT)
- 2005/2006 Anders Bardal (NOR)
- 2004/2005 Anders Bardal (NOR)
- 2003/2004 Olav M. Dönnem (NOR)
- 2002/2003 Stefan Thurnbichler (AUT)
- 2001/2002 Michael Neumayer (GER)
- 2000/2001 Akseli Lajunen (FIN)
- 1999/2000 Dirk Else (GER)
- 1998/1999 Roland Audenrieth (GER)
- 1997/1998 Alexander Herr (GER)
- 1996/1997 Hein-Arne Mathiesen (NOR) - 3. Roman Křenek (CZE)
- 1995/1996 Stein Henrik Tuff (NOR)
- 1994/1995 Olli Happonen (FIN)
- 1993/1994 Ralf Gebstedt (GER)
- 1992/1993 Franz Neuländtner (AUT)
- 1991/1992 Andi Rauschmeier (AUT)

## Česká vítězství v závodech Kontinentálního poháru
(neúplný seznam)
- 8. 2. 2009 Lukáš Hlava (Zakopane)
- 1. 2. 2009 Jakub Janda (Titisee-Neustadt)
- 31. 1. 2009 Jakub Janda (Titisee-Neustadt)
- 2. 3. 2008 Martin Cikl (Vancouver)
- 5. 1. 2008 Antonín Hájek (Kranj)
- 28. 12. 2007 Jakub Janda (Engelberg)
- 27. 12. 2007 Jakub Janda (Engelberg)
- 25. 2. 2007 Lukáš Hlava (Oberhof)
- 26. 12. 2005 Borek Sedlák (St. Moritz)
- 12. 3. 2005 Jan Mazoch (Zakopane)
- 10. 3. 2001 Jaroslav Sakala (Harrachov)
- 11. 3. 2001 Jaroslav Sakala (Harrachov)
- 11. 3. 2000 Jaroslav Sakala (Harrachov)
- 1998 Robert Křenek (Schönwald)